# Liste der Kreisstraßen im Hohenlohekreis
Diese Liste enthält die Kreisstraßen im baden-württembergischen Hohenlohekreis.

## Abkürzungen
- K: Kreisstraße
- L: Landesstraße

## Liste
Die Kreisstraßen behalten die ihnen zugewiesene Nummer nicht bei einem Wechsel in einen anderen Stadt- oder Landkreis. Nicht vorhandene bzw. nicht nachgewiesene Kreisstraßen sind kursiv gekennzeichnet, ebenso Straßen und Straßenabschnitte, die unabhängig vom Grund (Herabstufung zu einer Gemeindestraße oder Höherstufung) keine Kreisstraßen mehr sind.
Der Straßenverlauf wird in der Regel von Nord nach Süd und von West nach Ost angegeben.
| Nr.    | Verlauf |
| ------ | --- |
| K 2300 | L 1033 – Garnberg – K 2301 – L 1033 |
| K 2301 | L 1022 in Hermuthausen – K 2302 – Steinbach – K 2300 |
| K 2302 | K 2301 in Hermuthausen – Ohrenbach – K 2303 |
| K 2303 | L 1033 – Amrichshausen – K 2302 – Berndshausen – Bodenhof – L 1034 |
| K 2304 | L 1022 in Simprechtshausen – L 1025 in Eberbach |
| K 2305 | L 1022 – Kreisgrenze – (K 2534 im Landkreis Schwäbisch Hall) |
| K 2306 | L 1025 in Mulfingen – Ochsental – Kreisgrenze – (K 2538 im Landkreis Schwäbisch Hall) |
| K 2307 | (K 2854 im Main-Tauber-Kreis) – Kreisgrenze – Staigerbach – Zaisenhausen – K 2308 – K 2388 |
| K 2308 | K 2307 in Zaisenhausen – Kreisgrenze – (K 2536 im Landkreis Schwäbisch Hall) |
| K 2310 | K 2311 in Hohebach – Heßlachshof – Hohenrot – L 1022 |
| K 2311 | in Hohebach – K 2310 – Weldingsfelden – L 1022 |
| K 2312 | in Dörzbach – Meßbach – L 515 in Oberginsbach |
| K 2313 | Laibach – L 1025 in Klepsau |
| K 2314 | L 513 – L 1025 |
| K 2315 | (K 2842 im Main-Tauber-Kreis) – Kreisgrenze – K 2378 in Neunstetten |
| K 2316 | L 515 in Altkrautheim – Eberstal – K 2381 – K 2317 – K 2382 – – L 1022 |
| K 2317 | K 2381 in Sindeldorf – Diebach – K 2316 |
| K 2318 | L 1046 in Crispenhofen – L 1045 in Criesbach |
| K 2319 | (K 3960 im Neckar-Odenwald-Kreis) – Kreisgrenze – L 1025 |
| K 2320 | K 2381 in Sindeldorf – L 1046 – Schleierhof – K 2321 – L 1048 in Forchtenberg |
| K 2321 | L 1046 in Oberkessach – Rossach – L 1025 – Berlichingen – Neuhof – K 2322 – K 2377 – K 2320 |
| K 2322 | L 1025 in Kloster Schöntal – K 2321 – Neuhof – Kreisgrenze – (K 2018 im Landkreis Heilbronn) |
| K 2323 | (K 3965 im Neckar-Odenwald-Kreis) – Kreisgrenze – Aschhausen – K 2325 – K 2324 – L 1046 in Bieringen |
| K 2324 | (K 3959 im Neckar-Odenwald-Kreis) – Kreisgrenze – K 2323 in Aschhausen |
| K 2325 | L 1046 – K 2323 in Aschhausen |
| K 2326 | (K 3966 im Neckar-Odenwald-Kreis) – Kreisgrenze – L 1046 in Oberkessach |
| K 2327 | Kreisgrenze – Weigental – K 2380 |
| K 2328 | (K 2015 im Landkreis Heilbronn) – Kreisgrenze – Kreisstraße ohne Anschluss an eine klassifizierte Straße – Kreisgrenze – (K 2016 im Landkreis Heilbronn) – Kreisgrenze – Neuzweiflingen – Kreisgrenze – (K 2017 im Landkreis Heilbronn) – Kreisgrenze – L 1050 – Kreisgrenze – (K 2018 im Landkreis Heilbronn) |
| K 2329 | Eichach – Zweiflingen – K 2330 – L 1050 |
| K 2330 | K 2329 in Zweiflingen – Pfahlbach – Westernbach Oberweiler – Westernbach Unterweiler – Büttelbronn – Zwetschgenwäldle – K 2331 – K 2332 in Öhringen |
| K 2331 | L 1088 in Unterohrn – Möhrig – Zwetschgenwäldle – K 2330 |
| K 2332 | Obermaßholderbach – Untermaßholderbach – Öhringen – L 1036 |
| K 2333 | L 1045 – Baumerlenbach – K 2334 – L 1088 – Kreisgrenze – (K 2010 im Landkreis Heilbronn) |
| K 2334 | K 2333 in Baumerlenbach – Kreisgrenze – (K 2011 im Landkreis Heilbronn) |
| K 2336 | L 1036 – Verrenberg |
| K 2337 | (K 2009 im Landkreis Heilbronn) – Kreisgrenze – L 1036 in Schwabbach |
| K 2338 | Siebeneich – L 1036 in Schwabbach |
| K 2339 | L 1036 – K 2379 |
| K 2340 | (K 2113 im Landkreis Heilbronn) – Kreisgrenze – K 2379 in Dimbach |
| K 2341 | K 2379 in Dimbach – Kreisgrenze – K 2342 in Waldbach |
| K 2342 | (K 2110 im Landkreis Heilbronn) – Kreisgrenze – Waldbach – K 2341 – K 2343 – Rappach – K 2343 – L 1035 in Scheppach |
| K 2343 | K 2342 in Waldbach – K 2342 in Scheppach |
| K 2345 | L 1090 – Geddelsbach – K 2346 – Brettach – Kreisgrenze – (K 2582 im Landkreis Schwäbisch Hall) |
| K 2346 | L 1050 in Heuberg – Buchhorn – K 2345 in Geddelsbach |
| K 2347 | L 1035 in Windischenbach – Pfedelbach – L 1050 – L 1049 in Baierbach |
| K 2348 | L 1046 in Wohlmuthausen – K 2349 in Metzdorf |
| K 2349 | L 1050 in Friedrichsruhe – Tiefensall – Metzdorf – K 2348 – Stolzeneck – K 2352 – K 2350 – Großhirschbach – K 2354 in Neuenstein |
| K 2350 | K 2349 – L 1051 |
| K 2351 | Mainhardtsall – L 1051 in Kirchensall |
| K 2352 | L 1050 – Weinsbach – K 2353 – K 2354 – Kleinhirschbach – K 2349 |
| K 2353 | K 2352 in Weinsbach – Eckartsweiler – L 1036 in Cappel |
| K 2354 | L 1050 – K 2352 – K 2349 – Neuenstein – L 1051 – K 2355 in Eschelbach |
| K 2355 | K 2387 in Michelbach am Wald – Obersöllbach – K 2357 – Eschelbach – K 2354 – Kesselfeld – K 2356 – L 1046 |
| K 2356 | K 2370 in Langensall – Tiergarten – Löschenhirschbach – L 1036 – Neuenstein – L 1051 – Unterreppach – K 2355 in Kesselfeld |
| K 2357 | L 1036/L 1051 – K 2355 in Obersöllbach |
| K 2358 | K 2387 in Michelbach am Wald – L 1049 in Oberhöfen |
| K 2359 | L 1049 in Untersteinbach – Mittelsteinbach |
| K 2360 | L 1049 in Untersteinbach – Floßholz – Ohnholz – Schuppach – Kreisgrenze – (K 2580 im Landkreis Schwäbisch Hall) |
| K 2362 | L 1046 – K 2363 – Sailach – Kreisgrenze – (K 2579 im Landkreis Schwäbisch Hall) |
| K 2363 | K 2362 – Neumühlsee – Goldbach – Beltersrot – K 2364 |
| K 2364 | (K 2563 im Landkreis Schwäbisch Hall) – Kreisgrenze – Greut – K 2363 – Beltersrot – Westernach – – Bauersbach – K 2366 – Eschental – Kreisgrenze – (K 2560 im Landkreis Schwäbisch Hall) |
| K 2366 | L 1036 in Kupferzell – K 2368 – Goggenbach – K 2367 – Eschental – K 2364 – Einweiler – Kreisgrenze – (K 2563 im Landkreis Schwäbisch Hall) |
| K 2367 | – Hesselbronn – Goggenbach – K 2366 |
| K 2368 | K 2373 in Kubach – L 1036 – Feßbach – K 2366 |
| K 2369 | K 2386 – Belzhag – /L 1036 in Kupferzell |
| K 2370 | L 1051 in Kirchensall – Langensall – K 2356 – K 2386 in Mangoldsall |
| K 2371 | K 2386 – Füßbach – K 2372 – – L 1036 in Kupferzell |
| K 2372 | K 2371 – Ulrichsberg – Rechbach – – K 2373 – L 1036 in Kupferzell |
| K 2373 | L 1045 in Morsbach – Künsbach – Haag – K 2374 – Kubach – K 2368 – K 2372 |
| K 2374 | – Gaisbach – K 2373 in Haag |
| K 2377 | L 1025 in Bieringen – K 2321 |
| K 2378 | L 515 in Neunstetten – K 2315 – Kreisgrenze – (K 2886 im Main-Tauber-Kreis) |
| K 2379 | L 1036 – K 2339 – Dimbach – K 2341 – K 2340 – Kreisgrenze – (K 2128 im Landkreis Heilbronn) |
| K 2380 | L 1046 in Oberkessach – K 2327 – Kreisgrenze – (K 2133 im Landkreis Heilbronn) |
| K 2381 | L 1025 – Marlach – Sindeldorf – K 2320 – K 2317 – Eberstal – K 2316 – Dörrenzimmern – K 2382 – L 515 in Stachenhausen |
| K 2382 | K 2381 in Dörrenzimmern – K 2316 – L 1045 in Ingelfingen |
| K 2383 | L 1045 in Kocherstetten – Vogelsberg – L 1033 |
| K 2384 | L 1045 in Ohrnberg – L 1088 in Unterohrn |
| K 2385 | (K 2129 im Landkreis Heilbronn) – Kreisgrenze – Weißlensburg – L 1090 in Bitzfeld |
| K 2386 | L 1046/L 1051 – K 2371 – Mangoldsall – K 2370 – K 2369 – L 1036 |
| K 2387 | L 1049 – Michelbach am Wald – K 2355 – K 2358 – L 1046 in Obersteinbach |
| K 2388 | L 1020 in Hollenbach – schlecht oder nicht befahrbare Strecke – K 2307 – L 1025 |

## Besonderheiten

### Grenzstraße
Es gibt eine Kreisstraße, die insgesamt sieben Mal die Grenze zwischen dem Hohenlohekreis und dem Landkreis Heilbronn überschreitet. Dabei trägt sie sechs verschiedene Kreisstraßennummern.
| Landkreis      | Nr.    | Verlauf                                                                   |
| -------------- | ------ | ------------------------------------------------------------------------- |
| Hohenlohekreis | K 2322 | L 1025 in Kloster Schöntal – K 2321 – Neuhof – Kreisgrenze1 –             |
| Heilbronn      | K 2018 | K 2019 – Edelmannshof – Kreisgrenze2 –                                    |
| Hohenlohekreis | K 2328 | L 1050 – Kreisgrenze3 –                                                   |
| Heilbronn      | K 2017 | Mittlerer Pfitzhof – Äußerer Pfitzhof – Kreisgrenze4 –                    |
| Hohenlohekreis | K 2328 | Neuzweiflingen – Kreisgrenze5 –                                           |
| Heilbronn      | K 2016 | Kleiner Buchhof – Kreisgrenze6–                                           |
| Hohenlohekreis | K 2328 | Kreisstraße ohne Anschluss an eine klassifizierte Straße – Kreisgrenze7 – |
| Heilbronn      | K 2015 | K 2014 – K 2130 in Lampoldshausen                                         |

### Sehr kurze Kreisstraße
Die Kreisstraße 2314 ist nur etwa 25 Meter lang. Sie ist somit eine der kürzesten Kreisstraßen, wenn nicht die kürzeste Kreisstraße Deutschlands.